# Primera Iglesia Presbiteriana Unida (Sault Ste. Marie)
La Primera Iglesia Presbiteriana Unida (en inglés First United Presbyterian Church) es una iglesia histórica en 309 Lyon Street en la ciudad de Sault Ste. Marie, en el estado de Míchigan (Estados Unidos).
El edificio de la iglesia original se construyó en 1902 y se agregó al Registro Nacional de Lugares Históricos en 1984. Ese edificio fue destruido por un incendio en 2000 y reconstruido en 2002. A partir de 2012, la congregación está afiliada a la Iglesia Presbiteriana.

## Primeros años

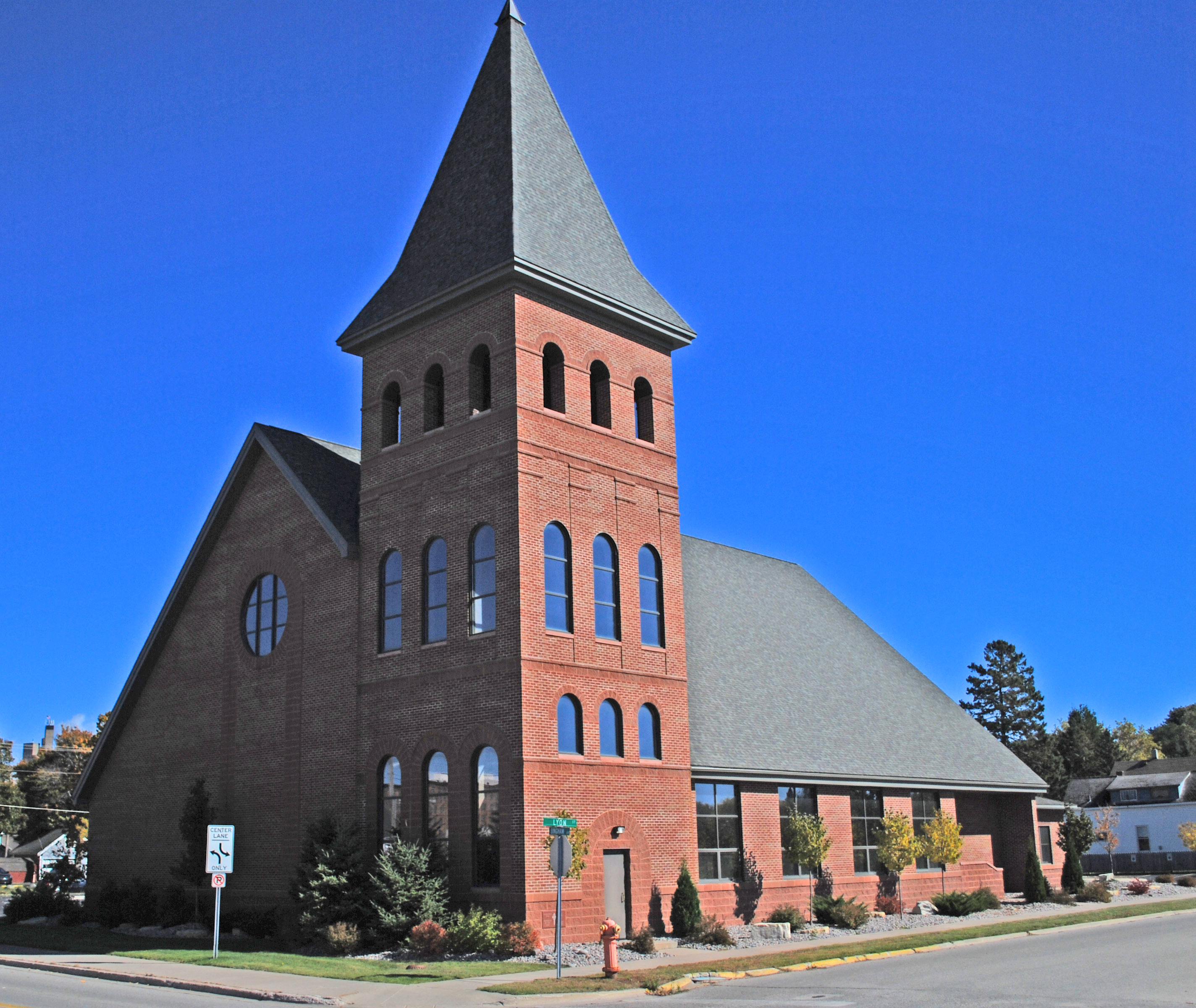
La iglesia de 2003. Fue reconstruida después tras el incendio devastador de la iglesia de 1903

El primer presbiterano en Sault Ste. Marie fue el estudiante de teología Robert McMurtrie Laird, que llegó en 1823 para oficiar ante las tropas estacionadas en Fort Brady. Laird, no pudo con sus obligaciones y se fue a principios de 1824. Un segundo intento se produjo en 1831, cuando el reverendo Jeremiah Porter llegó a la zona, también para oficiar ante las tropas. La Primera Iglesia Presbiteriana de Sault Ste. Marie fue fundada al año siguiente. Pero en 1833 Porter se fue a Fort Dearborn en Chicago, donde fundó y dirigió la Primera Iglesia Presbiteriana de esa ciudad por el resto de su vida. Cuando Porter dejó Sault Ste. Marie, la congregación se marchitó.
Finalmente, en 1853, Charles T. Harvey de St. Mary's Fall Ship Canal Company revivió la iglesia y solicitó un nuevo pastor. William McCullough fue asignado para oficiar en Sault, y en 1854 se construyó una nueva iglesia y la congregación se organizó formalmente, convirtiéndola en la primera iglesia de este tipo en la península superior. McCullough contrajo neumonía y murió, dejando a la congregación una vez más sin pastor. La congregación disminuyó una vez más, hasta que en 1860 solo había seis miembros.
En 1864, sin embargo, la congregación contrató a Thomas R. Día de Pascua. Easterday se consideraba bastante liberal, y la iglesia creció rápidamente bajo su liderazgo, creciendo a alrededor de 200 personas. Aproximadamente en 1872, la congregación reconstruyó la iglesia. Sin embargo, en 1882 Easterday sufrió un derrame cerebral y se retiró del ministerio activo, aunque vivió y participó en la comunidad hasta su muerte en 1927.
La iglesia pasó por una serie de pastores durante los años siguientes, con Alexander P. Danskin sirviendo desde 1882 hasta 1886, Harlan Page Corey sirviendo desde 1886 hasta 1890, George W. Luther sirviendo desde 1890 hasta 1894, y CP Bates sirviendo desde 1894 hasta 1901. A principios de la década de 1890, la congregación compró una parcela de terreno, donde ahora se encuentra la iglesia actual, con la intención de erigir un nuevo edificio para adorar, el cuarto de este tipo para la congregación.
James A. Kennedy sirvió en la iglesia desde 1902 hasta 1912. El trabajo preliminar en el edificio de la iglesia, incluida la obtención de un diseño del arquitecto Edward Demar, ya se había completado. En agosto de 1902, solo cuatro meses después de su llegada, Kennedy colocó la primera piedra de la iglesia. La construcción se completó y el edificio se inauguró el domingo de Pascua de 1903.

## Descripción del edificio de 1903
La Primera Iglesia Presbiteriana era una estructura de renacimiento románico construida con piedra arenisca de Jacobsville. La estructura principal tenía un techo a cuatro aguas con dos torres cuadradas con techos piramidales, cada una con entradas en sus bases. Una cornisa de metal remataba cada torre. La estructura tenía un techo de metal pintado de verde para imitar tejas. Un curso de cinturón de madera atravesaba la fachada frontal, y modernas escaleras de ladrillo se acercaban a las entradas. Dentro de la iglesia, la galería tenía forma de herradura y el auditorio tenía un púlpito central con un área de coro y un órgano detrás. Un ala educativa de 1957-58 se adjuntó a la parte trasera del edificio.

## Historia posterior

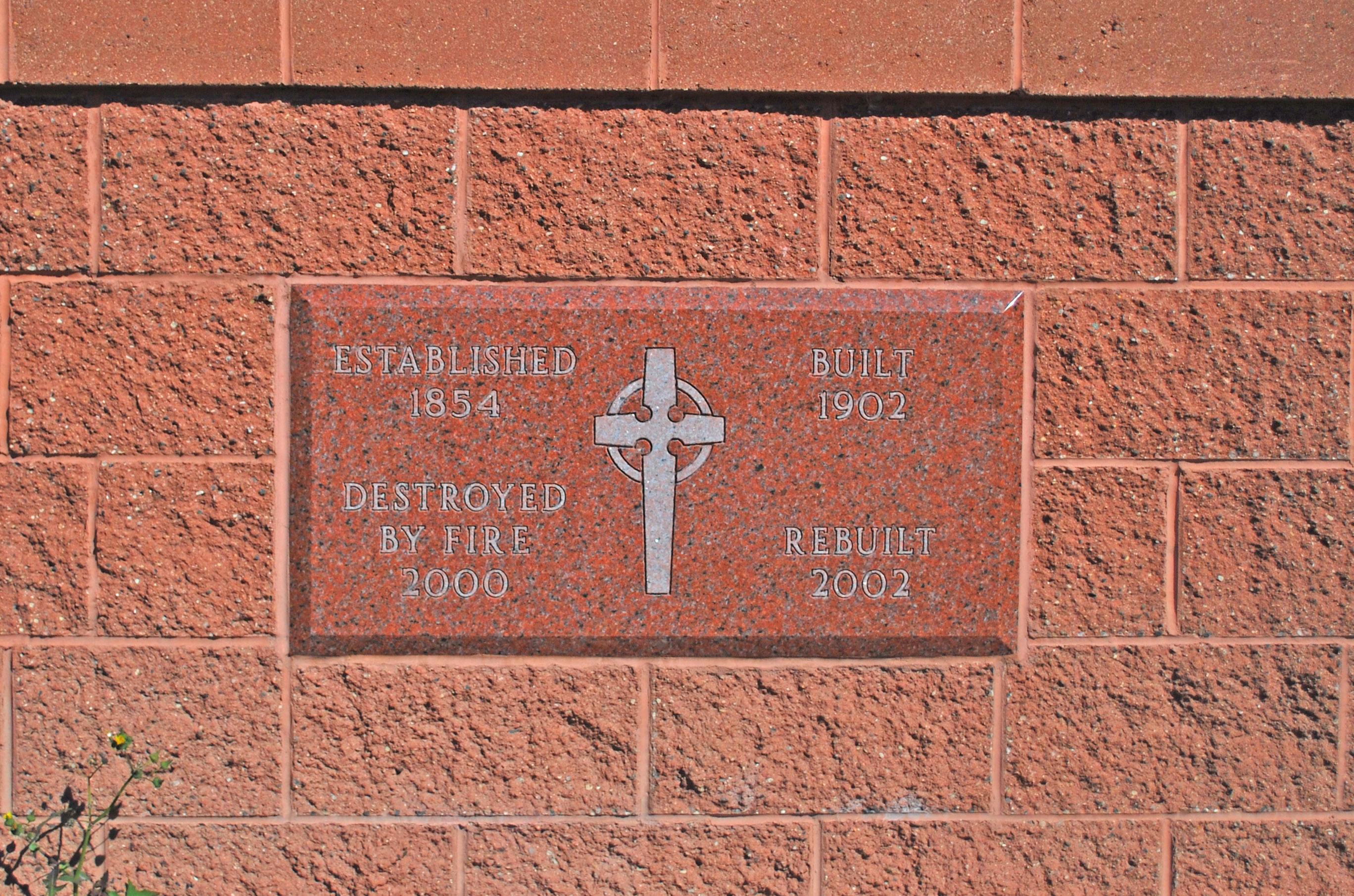
Piedra angular de la nueva iglesia

Robert A. Bartlett reemplazó a Kennedy y sirvió a la congregación desde 1912 hasta 1919. R. Stanley Brown sirvió de 1919 a 1925, John VerStraate sirvió de 1925 a 1949 y David McClean sirvió desde 1949 hasta 1959. Durante su mandato se construyó un ala educativa y se agregaron nuevos escalones a la iglesia. Joseph Blackburn sirvió de 1960 a 1971, James D. Lyman sirvió de 1972 a 1981, John Kipp sirvió de 1981 a 1987, y David Henderson sirvió desde 1988 hasta 2008.
Sin embargo, el domingo 7 de mayo de 2000, el edificio de la iglesia se incendió y se quemó hasta los cimientos. El fuego probablemente se originó por un cable eléctrico defectuoso. Solo se pudieron recuperar algunos artículos de la iglesia de 1903, incluidos los registros oficiales de la iglesia, algunos de los platos y la plata, algunas de las vidrieras y algunos muebles, incluido un banco instalado originalmente en la iglesia de 1854.
Aunque el seguro no cubrió el costo de un nuevo edificio, se tomó la decisión de reconstruir. Se construyó una nueva iglesia para reemplazar la estructura de 1903, ubicada en el mismo sitio. La tierra se abrió el 22 de julio de 2001; la primera piedra se colocó el 30 de septiembre de 2002 y el primer servicio se llevó a cabo en la estructura el 10 de agosto de 2003.
Después del rev. David Henderson se retiró en 2008, Richard Bates se convirtió en pastor interino y en 2010 Mark Gabbard fue instalado como pastor permanente. La iglesia continúa sirviendo a Sault Ste. Marie.